# Liste des joueurs d'Heusden-Zolder
Cette liste reprend 160 joueurs de football qui ont évolué à Heusden-Zolder depuis la fondation du club en 1936 jusqu'à sa disparition en avril 2006. À l'exception de Peter Balette, ne sont repris dans cette liste que les joueurs ayant joué au club durant les dix saisons qu'il passe dans les séries nationales belges.

## Tableaux statistiques
| #   | Pays     | Joueur            | Période(s) | Matches |
| --- | -------- | ----------------- | ---------- | ------- |
| 1.  | Belgique | Kurt Wynen        | 1996-2001  | 151     |
| 2.  | Belgique | Steven Slegers    | 1999-2003  | 148     |
| 3.  | Pologne  | Tomasz Powaga     | 1996-2001  | 137     |
| 4.  | Belgique | Dirk Voordeckers  | 1996-2002  | 130     |
| 5.  | Belgique | Michel Vercruysse | 1998-2004  | 122     |
| 6.  | Belgique | Björn Janssen     | 2001-2005  | 120     |
| 7.  | Belgique | Mohammed Barka    | 2001-2005  | 111     |
| 8.  | Belgique | Alain Lodewijckx  | 1999-2003  | 106     |
| 9.  | Belgique | Kurt Morhaye      | 2000-2003  | 102     |
| 10. | Belgique | Bart Eevers       | 1996-1999  | 92      |
| =.  | Grèce    | Sotiros Costoulas | 2000-2003  | 92      |

| #  | Pays     | Joueur              | Période(s) | Matches |
| -- | -------- | ------------------- | ---------- | ------- |
| 1. | Belgique | Dimitri De Condé    | 2002-2004  | 34      |
| 2. | Belgique | Igor de Camargo     | 2003-2004  | 33      |
| 3. | Brésil   | Dennis Souza Guedes | 2003-2004  | 31      |
| 4. | Kenya    | Mike Okoth Origi    | 2002-2004  | 30      |
| =. | Japon    | Takayuki Suzuki     | 2003-2004  | 30      |
| 6. | Belgique | Stijn Haeldermans   | 2003-2004  | 29      |
| 7. | Belgique | Mohammed Barka      | 2001-2005  | 27      |
| =. | Belgique | Kevin Vanbeuren     | 2002-2004  | 27      |
| 9. | Belgique | Wilfried Delbroek   | 2002-2004  | 24      |
| =. | Belgique | Vincent Euvrard     | 2003-2004  | 24      |

| #   | Pays     | Joueur            | Période(s)           | Buts |
| --- | -------- | ----------------- | -------------------- | ---- |
| 1.  | Belgique | Éric Kerremans    | 1998-2001            | 42   |
| 2.  | Belgique | Yve Thys          | 1999-2001            | 29   |
| =.  | Belgique | Kurt Morhaye      | 2000-2003            | 29   |
| 4.  | Belgique | Marcus Quaden     | 1997-1998, 1999-2001 | 27   |
| 5.  | Belgique | Geert Thijs       | 1997-2000            | 25   |
| =.  | Belgique | Georgios Basiakos | 2000-2003            | 25   |
| 7.  | Belgique | Mohammed Barka    | 2001-2005            | 24   |
| =.  | Belgique | Eric De Kort      | 1997-2001            | 24   |
| 9.  | Belgique | Bart Eevers       | 1996-1999            | 22   |
| 10. | Belgique | Steven Slegers    | 1999-2003            | 20   |
| =.  | Belgique | Davy Nouwen       | 1997-2000            | 20   |

| #   | Pays     | Joueur            | Période(s)           | Cartons |
| --- | -------- | ----------------- | -------------------- | ------- |
| 01. | Belgique | Kurt Wynen        | 1996-2001            | 36      |
| 02. | Pologne  | Tomasz Powaga     | 1996-2001            | 33      |
| 03. | Belgique | Ahmed Biga        | 1996-1997, 2004-2005 | 22      |
| 04. | Belgique | Geert Thijs       | 1997-2000            | 19      |
| 0=. | Belgique | Björn Janssen     | 2001-2005            | 19      |
| 06. | Belgique | Harald Pinxten    | 1999-2001            | 16      |
| 0=. | Belgique | Kurt Morhaye      | 2000-2003            | 16      |
| 08. | Belgique | Marcus Quaden     | 1997-1998, 1999-2001 | 15      |
| 09. | Belgique | Éric Kerremans    | 1998-2001            | 14      |
| 10. | Grèce    | Sotiros Costoulas | 2000-2003            | 13      |

| #  | Pays     | Joueur            | Période(s)           | Cartons |
| -- | -------- | ----------------- | -------------------- | ------- |
| 1. | Pologne  | Tomasz Powaga     | 1996-2001            | 6       |
| 2. | Guinée   | Kader Camara      | 2004-2006            | 3       |
| =. | Belgique | Harald Pinxten    | 1999-2001            | 3       |
| =. | Belgique | Geert Thijs       | 1997-2000            | 3       |
| 5. | Belgique | Vincent Euvrard   | 2003-2004            | 2       |
| =. | Cameroun | Éric Matoukou     | 2002-2004            | 2       |
| =. | Belgique | Wilfried Delbroek | 2002-2004            | 2       |
| =. | Belgique | Ahmed Biga        | 1996-1997, 2004-2005 | 2       |
| =. | Belgique | Ward Melaer       | 1996-1998            | 2       |
| =. | Belgique | Johan Maes        | 1998-2001            | 2       |

- Haut – A
- B
- C
- D
- E
- F
- G
- H
- I
- J
- K
- L
- M
- N
- O
- P
- Q
- R
- S
- T
- U
- V
- W
- X
- Y
- Z

## A
| Joueur         | Nationalité | Position          | Date de naissance | Période(s) | Matches (dont D1) | Buts | Jaunes | Rouges |
| -------------- | ----------- | ----------------- | ----------------- | ---------- | ----------------- | ---- | ------ | ------ |
| Kwame Adjei    | Ghana       | ?                 | 25/11/1976        | 1997-1998  | 25 (0)            | 7    | 2      | 0      |
| Samuel Aerts   | Belgique    | Défenseur         | 17/11/1977        | 2001-2004  | 85 (12)           | 1    | 8      | 0      |
| Davy Alentijns | Belgique    | Milieu de terrain | 25/02/1975        | 2000-2001  | 20 (0)            | 0    | 0      | 0      |
| Georges Arts   | Belgique    | Défenseur         | 10/07/1969        | 2004-2005  | 9 (0)             | 1    | 0      | 0      |
| Kristof Arys   | Belgique    | Attaquant         | 27/06/1977        | 2004-2005  | 18 (0)            | 4    | 2      | 0      |
| Franck Atsou   | Togo        | Milieu de terrain | 1/08/1978         | 2003-2004  | 3 (3)             | 0    | 3      | 0      |

## B
| Joueur             | Nationalité | Position          | Date de naissance | Période(s)           | Matches (dont D1) | Buts | Jaunes | Rouges |
| ------------------ | ----------- | ----------------- | ----------------- | -------------------- | ----------------- | ---- | ------ | ------ |
| Kevin Baerts       | Belgique    | ?                 | 9/04/1977         | 1997-1998            | 20 (0)            | 0    | 3      | 0      |
| Logan Bailly       | Belgique    | Gardien de but    | 27/12/1985        | 2003-2004            | 20 (16)           | 0    | 0      | 0      |
| Peter Balette      | Belgique    | ?                 | 11/04/1961        | 1979-1986, 1989-1993 | 0 (0)             | 0    | 0      | 0      |
| Mohammed Barka     | Belgique    | Milieu de terrain | 10/05/1971        | 2001-2005            | 111 (27)          | 24   | 5      | 0      |
| Georgios Basiakos  | Belgique    | Milieu de terrain | 18/12/1974        | 2000-2003            | 78 (0)            | 25   | 12     | 1      |
| Kadir Bekmezci     | Belgique    | Milieu de terrain | 5/07/1985         | 2005-2006            | 22 (0)            | 0    | 2      | 0      |
| Soufiane Benzouien | Maroc       | Défenseur         | 11/08/1986        | 2004-2006            | 43 (0)            | 3    | 10     | 0      |
| Dominik Beršnjak   | Slovénie    | Milieu de terrain | 15/07/1981        | 2003-2004            | 4 (4)             | 0    | 0      | 0      |
| Tim Bervoets       | Belgique    | ?                 | 26/03/1980        | 2001-2002            | 19 (0)            | 0    | 3      | 0      |
| Björn Beutels      | Belgique    | ?                 | 31/08/1976        | 1998-2001            | 84 (0)            | 5    | 10     | 1      |
| Joël Bielen        | Belgique    | ?                 | 28/07/1967        | 1996-1999            | 51 (0)            | 4    | 5      | 0      |
| Ruben Bielen       | Belgique    | ?                 | 28/08/1979        | 1997-1999            | 2 (0)             | 0    | 0      | 0      |
| Ahmed Biga         | Belgique    | ?                 | 9/05/1972         | 1996-1997, 2004-2005 | 49 (0)            | 7    | 22     | 2      |
| Ümit Bilican       | Belgique    | Attaquant         | 29/03/1981        | 2002-2003            | 9 (0)             | 0    | 0      | 0      |
| Dietmar Braem      | Belgique    | ?                 | 27/09/1981        | 2001-2002            | 6 (0)             | 0    | 0      | 0      |
| Davy Brouwers      | Belgique    | ?                 | 3/02/1988         | 2005-2006            | 7 (0)             | 0    | 0      | 0      |

## C
| Joueur               | Nationalité | Position          | Date de naissance | Période(s) | Matches (dont D1) | Buts | Jaunes | Rouges |
| -------------------- | ----------- | ----------------- | ----------------- | ---------- | ----------------- | ---- | ------ | ------ |
| Kader Camara         | Guinée      | Milieu de terrain | 18/03/1982        | 2004-2006  | 43 (0)            | 0    | 11     | 3      |
| Ousmane N'Gom Camara | Guinée      | Milieu de terrain | 26/05/1975        | 2003-2004  | 8 (8)             | 0    | 0      | 1      |
| Ilir Caushllari      | Albanie     | Milieu de terrain | 5/10/1974         | 2002-2003  | 28 (0)            | 1    | 3      | 0      |
| Bart Claes           | Belgique    | ?                 | 4/08/1974         | 1996-1997  | 0 (0)             | 0    | 0      | 0      |
| Francis Claes        | Belgique    | ?                 | 18/09/1971        | 1996-1997  | 26 (0)            | 1    | 3      | 0      |
| Kim Claes            | Belgique    | ?                 | 6/03/1986         | 2004-2005  | 2 (0)             | 0    | 0      | 0      |
| Steven Claes         | Belgique    | ?                 | 25/02/1974        | 1996-1997  | 1 (0)             | 0    | 0      | 0      |
| Geert Coninx         | Belgique    | Défenseur         | 13/07/1978        | 2001-2003  | 64 (0)            | 4    | 10     | 0      |
| Davy Cooreman        | Belgique    | Milieu de terrain | 21/10/1971        | 2004-2005  | 1 (0)             | 0    | 0      | 0      |
| Sotiros Costoulas    | Grèce       | Défenseur         | 23/11/1974        | 2000-2003  | 92 (0)            | 0    | 13     | 1      |
| Bram Criel           | Belgique    | Attaquant         | 2/06/1986         | 2004-2006  | 35 (0)            | 8    | 2      | 0      |

## D
| Joueur              | Nationalité | Position          | Date de naissance | Période(s) | Matches (dont D1) | Buts | Jaunes | Rouges |
| ------------------- | ----------- | ----------------- | ----------------- | ---------- | ----------------- | ---- | ------ | ------ |
| Lucio D'Amires      | Belgique    | ?                 | 30/05/1982        | 2001-2002  | 2 (0)             | 0    | 0      | 0      |
| Enzo D'Amirez       | Belgique    | ?                 | 27/11/1971        | 1996-1997  | 13 (0)            | 1    | 0      | 0      |
| Davide D'Angelo     | Belgique    | Attaquant         | 21/03/1982        | 2002-2003  | 18 (0)            | 0    | 2      | 0      |
| Frederik Daniels    | Belgique    | ?                 | 6/12/1972         | 1997-1998  | 8 (0)             | 0    | 1      | 0      |
| Johnny Daniels      | Belgique    | ?                 | 5/04/1968         | 1996-1997  | 9 (0)             | 2    | 0      | 0      |
| Igor de Camargo     | Brésil      | Attaquant         | 12/05/1983        | 2003-2004  | 37 (33)           | 11   | 1      | 0      |
| Dimitri De Condé    | Belgique    | Milieu de terrain | 7/01/1975         | 2002-2004  | 49 (34)           | 12   | 2      | 0      |
| Christophe De Graef | Belgique    | ?                 | 11/09/1969        | 1996-1997  | 25 (0)            | 1    | 3      | 0      |
| Bas De Kok          | Belgique    | ?                 | 21/01/1966        | 1998-1999  | 28 (0)            | 3    | 5      | 0      |
| Eric De Kort        | Belgique    | ?                 | 5/12/1972         | 1997-2001  | 84 (0)            | 24   | 9      | 1      |
| Freek Deferme       | Belgique    | Gardien de but    | 30/05/1980        | 1998-2001  | 24 (0)            | 0    | 0      | 0      |
| Carl Del Fabbro     | Belgique    | Milieu de terrain | 22/06/1985        | 2005-2006  | 9 (0)             | 0    | 0      | 0      |
| Wilfried Delbroek   | Belgique    | Défenseur         | 25/08/1972        | 2002-2004  | 42 (24)           | 0    | 8      | 2      |
| Moacir Dos Santos   | Brésil      | Milieu de terrain | 26/03/1975        | 2000-2002  | 31 (0)            | 3    | 2      | 0      |
| Kris Doucet         | Belgique    | Gardien de but    | 8/07/1983         | 2002-2005  | 0 (0)             | 0    | 0      | 0      |
| Gert Doumen         | Belgique    | Gardien de but    | 24/06/1971        | 2003-2006  | 46 (7)            | 0    | 0      | 0      |
| Johan Driesen       | Belgique    | Milieu de terrain | 17/02/1973        | 1998-1999  | 19 (0)            | 2    | 4      | 1      |
| Frédéric Dupré      | Belgique    | Défenseur         | 12/05/1979        | 2001-2002  | 9 (0)             | 0    | 0      | 0      |

## E
| Joueur          | Nationalité | Position  | Date de naissance | Période(s) | Matches (dont D1) | Buts | Jaunes | Rouges |
| --------------- | ----------- | --------- | ----------------- | ---------- | ----------------- | ---- | ------ | ------ |
| Marc Eberle     | Allemagne   | Défenseur | 3/06/1980         | 2005-2006  | 24 (0)            | 0    | 3      | 1      |
| Bart Eevers     | Belgique    | ?         | 10/03/1971        | 1996-1999  | 92 (0)            | 22   | 3      | 0      |
| Vincent Euvrard | Belgique    | Défenseur | 12/03/1982        | 2003-2004  | 24 (24)           | 1    | 3      | 2      |

## G
| Joueur            | Nationalité | Position  | Date de naissance | Période(s) | Matches (dont D1) | Buts | Jaunes | Rouges |
| ----------------- | ----------- | --------- | ----------------- | ---------- | ----------------- | ---- | ------ | ------ |
| Karel Gerits      | Belgique    | Défenseur | 16/01/1983        | 2002-2005  | 23 (0)            | 0    | 1      | 0      |
| Stéphane Ghislain | Belgique    | Défenseur | 24/11/1984        | 2005-2006  | 12 (0)            | 0    | 3      | 0      |
| Albert Ghys       | Belgique    | ?         | 22/09/1967        | 1996-1998  | 51 (0)            | 8    | 7      | 0      |
| Dries Gijbels     | Belgique    | ?         | 14/04/1986        | 2005-2006  | 0 (0)             | 0    | 0      | 0      |
| Ismaël Girginol   | Belgique    | ?         | 18/10/1981        | 2001-2003  | 2 (0)             | 0    | 0      | 0      |
| Jochen Godderie   | Belgique    | ?         | 1/10/1978         | 1997-1998  | 7 (0)             | 0    | 0      | 0      |
| Steven Goris      | Belgique    | ?         | 16/05/1978        | 1996-1997  | 3 (0)             | 0    | 0      | 0      |
| Didier Gumienny   | Belgique    | ?         | 16/04/1968        | 1996-1997  | 26 (0)            | 8    | 1      | 0      |

## H
| Joueur            | Nationalité | Position          | Date de naissance | Période(s) | Matches (dont D1) | Buts | Jaunes | Rouges |
| ----------------- | ----------- | ----------------- | ----------------- | ---------- | ----------------- | ---- | ------ | ------ |
| Stijn Haeldermans | Belgique    | Milieu de terrain | 22/04/1975        | 2003-2004  | 31 (29)           | 0    | 2      | 0      |
| Wim Hayen         | Belgique    | ?                 | 1/04/1979         | 1997-2000  | 70 (0)            | 4    | 2      | 0      |
| Jo Hendrix        | Belgique    | ?                 | 10/12/1981        | 2001-2003  | 7 (0)             | 0    | 1      | 0      |
| Dirk Hermans      | Belgique    | ?                 | 12/08/1973        | 1996-1997  | 0 (0)             | 0    | 0      | 0      |
| Vic Hermans       | Belgique    | ?                 | 31/05/1974        | 1998-2000  | 56 (0)            | 2    | 5      | 0      |

## J
| Joueur        | Nationalité | Position          | Date de naissance | Période(s) | Matches (dont D1) | Buts | Jaunes | Rouges |
| ------------- | ----------- | ----------------- | ----------------- | ---------- | ----------------- | ---- | ------ | ------ |
| Jochen Jacobs | Belgique    | Attaquant         | 18/10/1980        | 1996-2000  | 3 (0)             | 2    | 0      | 0      |
| Björn Janssen | Belgique    | Milieu de terrain | 27/09/1978        | 2001-2005  | 120 (15)          | 11   | 19     | 1      |
| Marc Janssen  | Belgique    | ?                 | 8/02/1974         | 2001-2003  | 26 (0)            | 1    | 0      | 0      |
| Odwin Janssen | Belgique    | ?                 | 10/02/1973        | 1996-1997  | 0 (0)             | 0    | 0      | 0      |

## K
| Joueur             | Nationalité                      | Position          | Date de naissance | Période(s) | Matches (dont D1) | Buts | Jaunes | Rouges |
| ------------------ | -------------------------------- | ----------------- | ----------------- | ---------- | ----------------- | ---- | ------ | ------ |
| Mustafa Kalkan     | Belgique                         | Attaquant         | 3/07/1983         | 2005-2006  | 4 (0)             | 1    | 1      | 0      |
| Dieudonné Kalulika | République démocratique du Congo | Milieu de terrain | 10/01/1983        | 2005-2006  | 21 (0)            | 6    | 6      | 0      |
| Éric Kerremans     | Belgique                         | Milieu de terrain | 4/04/1968         | 1998-2001  | 74 (0)            | 42   | 14     | 1      |

## L
| Joueur             | Nationalité | Position          | Date de naissance | Période(s) | Matches (dont D1) | Buts | Jaunes | Rouges |
| ------------------ | ----------- | ----------------- | ----------------- | ---------- | ----------------- | ---- | ------ | ------ |
| Steve Laeremans    | Belgique    | Défenseur         | 26/03/1972        | 2004-2006  | 42 (0)            | 0    | 4      | 1      |
| Abdel Laksiri      | Belgique    | ?                 | 3/01/1980         | 2000-2001  | 6 (0)             | 0    | 0      | 0      |
| Kurt Lambrechts    | Belgique    | ?                 | 6/10/1966         | 1996-1997  | 3 (0)             | 0    | 0      | 0      |
| Hans Leenders      | Belgique    | Défenseur         | 21/09/1980        | 2003-2004  | 7 (6)             | 0    | 1      | 0      |
| Michaël Lemmens    | Belgique    | ?                 | 8/03/1984         | 2000-2002  | 0 (0)             | 0    | 0      | 0      |
| Yves Lemmens       | Belgique    | ?                 | 12/10/1976        | 1997-1998  | 5 (0)             | 0    | 0      | 0      |
| Yves Lenaerts      | Belgique    | Gardien de but    | 27/02/1983        | 2004-2006  | 24 (0)            | 0    | 0      | 0      |
| Renato Leyssens    | Belgique    | ?                 | 25/03/1975        | 1996-1997  | 3 (0)             | 0    | 1      | 0      |
| Jonathan Lodders   | Belgique    | ?                 | 2/11/1988         | 2005-2006  | 1 (0)             | 0    | 0      | 0      |
| Alain Lodewijckx   | Belgique    | Défenseur         | 3/09/1967         | 1999-2003  | 106 (1)           | 0    | 9      | 1      |
| Agustin Lopez-Ruiz | Espagne     | Milieu de terrain | 1/11/1986         | 2004-2005  | 24 (0)            | 1    | 4      | 0      |

## M
| Joueur            | Nationalité                      | Position          | Date de naissance | Période(s) | Matches (dont D1) | Buts | Jaunes | Rouges |
| ----------------- | -------------------------------- | ----------------- | ----------------- | ---------- | ----------------- | ---- | ------ | ------ |
| Johan Maes        | Belgique                         | ?                 | 1/06/1971         | 1998-2001  | 69 (0)            | 4    | 10     | 2      |
| Mike Mampuya      | République démocratique du Congo | Défenseur         | 17/01/1983        | 2003-2004  | 10 (10)           | 0    | 0      | 0      |
| Éric Matoukou     | Cameroun                         | Défenseur         | 8/07/1983         | 2002-2003  | 41 (12)           | 3    | 8      | 2      |
| Désiré Mbonabucya | Rwanda                           | Attaquant         | 25/02/1977        | 2004-2005  | 10 (0)            | 2    | 0      | 0      |
| Stanley MacDonald | Pays-Bas                         | Milieu de terrain | 29/06/1966        | 2001-2002  | 10 (0)            | 2    | 3      | 0      |
| Ward Melaer       | Belgique                         | ?                 | 14/01/1968        | 1996-1998  | 56 (0)            | 1    | 4      | 2      |
| Laurens Melotte   | Belgique                         | Défenseur         | 6/11/1985         | 2004-2005  | 3 (0)             | 0    | 0      | 0      |
| Günther Meuwissen | Belgique                         | Milieu de terrain | 12/02/1974        | 1997-1998  | 29 (0)            | 1    | 6      | 1      |
| Kurt Morhaye      | Belgique                         | Milieu de terrain | 29/03/1977        | 2000-2004  | 102 (11)          | 29   | 16     | 1      |

## N
| Joueur           | Nationalité   | Position  | Date de naissance | Période(s) | Matches (dont D1) | Buts | Jaunes | Rouges |
| ---------------- | ------------- | --------- | ----------------- | ---------- | ----------------- | ---- | ------ | ------ |
| Geoffrey N'Goran | Côte d'Ivoire | Attaquant | 8/11/1974         | 2000-2002  | 45 (0)            | 6    | 7      | 1      |
| Anders Nielsen   | Belgique      | Attaquant | 6/12/1970         | 2003-2004  | 5 (5)             | 0    | 0      | 0      |
| Davy Nouwen      | Belgique      | Attaquant | 23/09/1978        | 1997-2000  | 71 (0)            | 20   | 2      | 1      |

## O
| Joueur            | Nationalité                      | Position          | Date de naissance | Période(s) | Matches (dont D1) | Buts | Jaunes | Rouges |
| ----------------- | -------------------------------- | ----------------- | ----------------- | ---------- | ----------------- | ---- | ------ | ------ |
| Cédric Olondo     | République démocratique du Congo | Attaquant         | 31/12/1982        | 2005-2006  | 8 (0)             | 0    | 2      | 0      |
| Bram Oostvogels   | Belgique                         | Milieu de terrain | 12/09/1984        | 2004-2006  | 28 (0)            | 3    | 2      | 0      |
| Mike Okoth Origi  | Kenya                            | Attaquant         | 16/11/1967        | 2002-2004  | 57 (30)           | 9    | 2      | 0      |
| Serge Ospitalieri | Belgique                         | ?                 | 13/04/1980        | 2000-2001  | 0 (0)             | 0    | 0      | 0      |
| Souleymane Oularé | Guinée                           | Attaquant         | 16/10/1972        | 2003-2004  | 13 (13)           | 1    | 0      | 0      |
| Davy Oyen         | Belgique                         | Défenseur         | 17/07/1975        | 2004-2006  | 47 (0)            | 7    | 10     | 1      |

## P
| Joueur            | Nationalité        | Position       | Date de naissance | Période(s) | Matches (dont D1) | Buts | Jaunes | Rouges |
| ----------------- | ------------------ | -------------- | ----------------- | ---------- | ----------------- | ---- | ------ | ------ |
| Stephan Paesen    | Belgique           | ?              | 21/01/1971        | 1998-1999  | 24 (0)            | 1    | 3      | 1      |
| René Pastorek     | République tchèque | ?              | 1/01/1963         | 1996-1997  | 11 (0)            | 6    | 0      | 0      |
| Jacky Peeters     | Belgique           | Défenseur      | 13/12/1969        | 2004-2006  | 49 (0)            | 2    | 5      | 1      |
| Vedran Pelic      | Bosnie-Herzégovine | Attaquant      | 1/10/1975         | 2005-2006  | 19 (0)            | 7    | 1      | 0      |
| Albertus Persijn  | Pays-Bas           | Défenseur      | 11/04/1974        | 2000-2001  | 36 (0)            | 0    | 2      | 0      |
| Daniele Pinna     | Belgique           | ?              | 1/05/1986         | 2004-2005  | 3 (0)             | 0    | 0      | 0      |
| Harald Pinxten    | Belgique           | Défenseur      | 1/09/1977         | 1999-2001  | 56 (0)            | 2    | 16     | 3      |
| Steven Plessers   | Belgique           | ?              | 16/04/1974        | 1996-1997  | 0 (0)             | 0    | 0      | 0      |
| Jeroen Postelmans | Belgique           | ?              | 19/07/1978        | 1996-1997  | 0 (0)             | 0    | 0      | 0      |
| Sjoerd Postuma    | Pays-Bas           | Défenseur      | 12/04/1973        | 1997-1998  | 2 (0)             | 0    | 0      | 0      |
| Tomasz Powaga     | Pologne            | Gardien de but | 21/12/1969        | 1996-2001  | 137 (0)           | 1    | 33     | 6      |

## Q
| Joueur        | Nationalité | Position | Date de naissance | Période(s)           | Matches (dont D1) | Buts | Jaunes | Rouges |
| ------------- | ----------- | -------- | ----------------- | -------------------- | ----------------- | ---- | ------ | ------ |
| Marcus Quaden | Belgique    | ?        | 1/12/1970         | 1997-1998, 1999-2001 | 74 (0)            | 27   | 15     | 1      |

## R
| Joueur     | Nationalité | Position | Date de naissance | Période(s) | Matches (dont D1) | Buts | Jaunes | Rouges |
| ---------- | ----------- | -------- | ----------------- | ---------- | ----------------- | ---- | ------ | ------ |
| Jan Roosen | Belgique    | ?        | 18/08/1981        | 2001-2003  | 11 (0)            | 0    | 2      | 0      |
| Tom Rosius | Belgique    | ?        | 5/07/1983         | 2000-2002  | 1 (0)             | 0    | 0      | 0      |

## S
| Joueur                 | Nationalité    | Position  | Date de naissance | Période(s) | Matches (dont D1) | Buts | Jaunes | Rouges |
| ---------------------- | -------------- | --------- | ----------------- | ---------- | ----------------- | ---- | ------ | ------ |
| Robby Schepers         | Belgique       | ?         | 9/12/1964         | 1996-1997  | 0 (0)             | 0    | 0      | 0      |
| Jochen Schlierer       | Belgique       | ?         | 29/11/1986        | 2004-2005  | 2 (0)             | 0    | 0      | 0      |
| Rayim Senguler         | Belgique       | ?         | 19/08/1981        | 2000-2002  | 1 (0)             | 0    | 0      | 0      |
| Asanda Sishuba         | Afrique du Sud | Attaquant | 13/04/1980        | 2005-2006  | 18 (0)            | 6    | 5      | 0      |
| Steven Slegers         | Belgique       | ?         | 13/12/1971        | 1999-2003  | 148 (0)           | 20   | 4      | 0      |
| Claudio Spanu          | Belgique       | ?         | 31/01/1980        | 1999-2002  | 8 (0)             | 0    | 0      | 0      |
| Dennis Souza Guedes    | Brésil         | Défenseur | 9/01/1980         | 2003-2004  | 31 (31)           | 0    | 3      | 1      |
| Carl Stevens           | Belgique       | ?         | 25/06/1972        | 1997-1998  | 0 (0)             | 0    | 0      | 0      |
| Robin Stroobants       | Belgique       | Attaquant | 13/05/1980        | 2002-2003  | 21 (0)            | 7    | 1      | 0      |
| Robert Junior Sulieman | Belgique       | ?         | 13/07/1983        | 2004-2005  | 20 (0)            | 3    | 0      | 0      |
| Takayuki Suzuki        | Japon          | Attaquant | 5/06/1976         | 2003-2004  | 30 (30)           | 5    | 1      | 1      |

## T
| Joueur          | Nationalité | Position          | Date de naissance | Période(s) | Matches (dont D1) | Buts | Jaunes | Rouges |
| --------------- | ----------- | ----------------- | ----------------- | ---------- | ----------------- | ---- | ------ | ------ |
| Stefan Teelen   | Belgique    | Défenseur         | 10/04/1979        | 2003-2004  | 20 (20)           | 0    | 6      | 0      |
| Patrick Teppers | Belgique    | Milieu de terrain | 30/07/1964        | 2001-2003  | 58 (0)            | 8    | 2      | 0      |
| Geert Thijs     | Belgique    | Milieu de terrain | 1/05/1971         | 1997-2000  | 81 (0)            | 25   | 19     | 3      |
| Stijn Thijs     | Belgique    | Gardien de but    | 20/04/1974        | 1998-1999  | 16 (0)            | 0    | 0      | 0      |
| Yve Thys        | Belgique    | Attaquant         | 1/03/1977         | 1999-2001  | 67 (0)            | 29   | 6      | 1      |
| Rachid Tibari   | Belgique    | Milieu de terrain | 29/06/1980        | 2004-2006  | 52 (0)            | 3    | 4      | 1      |
| Sam Tielens     | Belgique    | ?                 | 16/06/1978        | 1996-1997  | 0 (0)             | 0    | 0      | 0      |

## U
| Joueur      | Nationalité | Position  | Date de naissance | Période(s) | Matches (dont D1) | Buts | Jaunes | Rouges |
| ----------- | ----------- | --------- | ----------------- | ---------- | ----------------- | ---- | ------ | ------ |
| Kadir Ulgar | Turquie     | Attaquant | 24/04/1987        | 2004-2006  | 31 (0)            | 5    | 1      | 0      |

## V
| Joueur                | Nationalité | Position          | Date de naissance | Période(s) | Matches (dont D1) | Buts | Jaunes | Rouges |
| --------------------- | ----------- | ----------------- | ----------------- | ---------- | ----------------- | ---- | ------ | ------ |
| Wesley Van Audenaerde | Belgique    | Milieu de terrain | 10/06/1977        | 2000-2002  | 53 (0)            | 11   | 8      | 0      |
| Nathan Van Brantegem  | Belgique    | Attaquant         | 29/08/1983        | 2004-2006  | 5 (0)             | 0    | 0      | 0      |
| Cédric Van Der Elst   | Belgique    | Milieu de terrain | 19/06/1980        | 2002-2004  | 33 (5)            | 0    | 2      | 0      |
| Joris Van Ende        | Belgique    | ?                 | 21/05/1979        | 1996-1998  | 4 (0)             | 1    | 0      | 0      |
| Kevin Vanbeuren       | Belgique    | Défenseur         | 31/01/1981        | 2003-2004  | 40 (27)           | 0    | 5      | 0      |
| Peter Vandebroek      | Belgique    | ?                 | 9/07/1969         | 1996-1998  | 45 (0)            | 7    | 5      | 1      |
| Jurgen Vandeurzen     | Belgique    | Milieu de terrain | 26/01/1974        | 2004-2006  | 29 (0)            | 2    | 3      | 0      |
| Guy Vandevenne        | Belgique    | ?                 | 12/05/1968        | 1996-1998  | 46 (0)            | 17   | 0      | 0      |
| Bram Vangeel          | Belgique    | Attaquant         | 8/10/1980         | 2004-2005  | 27 (0)            | 2    | 0      | 0      |
| Levi Vangenechten     | Belgique    | ?                 | 17/09/1977        | 1996-1997  | 0 (0)             | 0    | 0      | 0      |
| Tim Vanheukelom       | Belgique    | ?                 | 8/08/1979         | 2000-2001  | 0 (0)             | 0    | 0      | 0      |
| Wesley Vanvoorden     | Belgique    | ?                 | 31/01/1970        | 1996-1997  | 0 (0)             | 0    | 0      | 0      |
| Denis Verbovsek       | Belgique    | Gardien de but    | 30/01/1977        | 1997-1998  | 2 (0)             | 0    | 0      | 0      |
| Michel Vercruysse     | Belgique    | Gardien de but    | 28/12/1979        | 1998-2004  | 122 (12)          | 0    | 10     | 0      |
| Kenny Vlaijen         | Belgique    | ?                 | 5/04/1979         | 1998-1999  | 2 (0)             | 0    | 0      | 0      |
| Dirk Voordeckers      | Belgique    | Gardien de but    | 23/06/1970        | 1996-2002  | 130 (0)           | 0    | 0      | 1      |

## W
| Joueur        | Nationalité | Position  | Date de naissance | Période(s) | Matches (dont D1) | Buts | Jaunes | Rouges |
| ------------- | ----------- | --------- | ----------------- | ---------- | ----------------- | ---- | ------ | ------ |
| Wim Wevers    | Belgique    | ?         | 6/01/1978         | 1996-1997  | 0 (0)             | 0    | 0      | 0      |
| Frank Willems | Belgique    | ?         | 14/09/1979        | 2001-2003  | 2 (0)             | 0    | 0      | 0      |
| Jesse Wouters | Belgique    | Défenseur | 27/07/1987        | 2005-2006  | 1 (0)             | 0    | 0      | 0      |
| Kurt Wynen    | Belgique    | ?         | 20/09/1970        | 1996-2001  | 151 (0)           | 18   | 36     | 1      |

## Y
| Joueur               | Nationalité | Position  | Date de naissance | Période(s) | Matches (dont D1) | Buts | Jaunes | Rouges |
| -------------------- | ----------- | --------- | ----------------- | ---------- | ----------------- | ---- | ------ | ------ |
| Irfan Yavuz          | Belgique    | ?         | 2/01/1975         | 1996-1997  | 6 (0)             | 0    | 0      | 0      |
| Mustafa Dogan Yildiz | Belgique    | Attaquant | 9/03/1983         | 2001-2005  | 43 (12)           | 5    | 1      | 0      |
| Umut Yuksekdanaci    | Belgique    | ?         | 5/08/1982         | 2000-2001  | 2 (0)             | 0    | 0      | 0      |

## Z
| Joueur       | Nationalité | Position  | Date de naissance | Période(s) | Matches (dont D1) | Buts | Jaunes | Rouges |
| ------------ | ----------- | --------- | ----------------- | ---------- | ----------------- | ---- | ------ | ------ |
| Olivier Zels | Belgique    | Défenseur | 5/03/1986         | 2004-2006  | 4 (0)             | 0    | 1      | 0      |

### Sources
- (nl) « Liste des joueurs du club », sur Belgian Soccer Database (Heusden SK)
- (nl) « Liste des joueurs du club », sur Belgian Soccer Database (Heusden-Zolder SK)
- (nl) « Liste des joueurs du club », sur Belgian Soccer Database (K. Beringen-Heusden-Zolder SK)